# Escané
Escané és un poble del municipi de Montanui, de la comarca de la Ribagorça de l'Aragó, damunt la riba esquerra de la Valira de Castanesa. Està situat a 1.269 metres d'altitud, a la vall de Castanesa. L'any 2006 tenia 10 habitants.
El llogaret d'Escané es troba entre Noals i Montanui. Podem arribar a Escané des de Noals, per la carretera 144 que va de La Pobla de Segur a Castilló de Sos.

## Història
Fins a l'any 1845 va tenir ajuntament propi. Després es va unir al de Montanui.

## Romànic
Sant Llop, església romànica, és la parròquia d'Escané. Va ser construïda en els segles XII-XIII. Fins a l'any 1956 Sant Llop va dependre del bisbe d'Urgell. L'1 de setembre són les festes patronals.
Dalt del llogaret hi ha l'ermita de Sant Aventín. El 14 de juny es fa la romeria.

## Economia
Al municipi els cereals i farratges són la base de la seua agricultura. També es dediquen a la ramaderia.